# Sả nhà trò
Sả nhà trò (danh pháp hai phần: Dacelo novaeguineae) là một loài chim thuộc Họ Sả. Loài này có nguồn gốc ở đông Úc, nó cũng đã được du nhập đến các bộ phận của New Zealand, Tasmania và Tây Úc. Con trống và con mái có bộ lông giống nhau, chủ yếu là màu nâu và trắng. Là một con chim phổ biến và quen thuộc, nó có tiếng kêu như tiếng cười.

## Phân loài khoa học
Sả nhà trò lần đầu tiên được mô tả trong các hệ thống tri thức phương Tây bởi nhà tự nhiên học người Pháp Johann Hermann năm 1783, với danh pháp novaeguineae đề cập đến New Guinea. Trong nhiều năm, nó được gọi là Dacelo gigas.

## Phân bố
Sả nhà trò có nguồn gốc phía đông lục địa Úc, và cũng đã được du nhập vào Tasmania, Flinders Island và đảo Kangaroo.
Một số đã được giới thiệu với New Zealand giữa năm 1866 và 1880, nhưng chỉ những con được thả trên đảo Kawau Sir George Grey là còn sống sót. Con cháu của những cá thể này ngày nay được tìm thấy ở đó.
Những cá thể đã được thả tại Perth, Tây Úc vào năm 1898 và ngày nay có thể được tìm thấy trên khắp một vùng rộng xung quanh thành phố.